# Peter Shilton
Peter Leslie Shilton, OBE (Leicester, 18. rujna 1949.) je bivši engleski nogometni vratar i reprezentativac. Shilton drži rekord po broju nastupa za svoju reprezentaciju.
U 30. godišnjoj karijeri Shilton je branio u 11 klubova, na tri svjetska prvenstva, dva europska prvenstva i preko 1000 natjecateljskih utakmica. Ta statistika stavlja Shiltona među sami vrh engleskih nogometnih legendi.
Najvaći klupski uspjeh doživio je za vrijeme boravka u Nottingham Forestu kada je osvojio 2 Lige prvaka zaredom, League Cupa i mnoge druge trofeje. Smatraju ga jednim od najvećih vratara svih vremena.